# Aggie Guerard Rodgers
Agnes Guerard Rodgers (* 26. Dezember 1943 in Kalifornien als Agnes Ann Guerard) ist eine US-amerikanische Kostümbildnerin.

## Leben
Aggie Guerard Rodgers studierte Kostümbildner an der California State University, Long Beach und schloss ihr Studium mit einem Master ab. Eigentlich für das Theater ausgebildet kam sie durch George Lucas zum Film. Bei einem Vorsprechen für American Graffiti (1973) wurde sie als Kostümbildnerin ausgesucht, da sie in Fresno (Kalifornien) aufwuchs zu der Zeit, in der der Film spielte und dementsprechend Wissen über den Kleidungsstil Ende der 1950er/Anfang der 1960er Jahre hatte.
Francis Ford Coppola, Produzent des Films, heuerte sie dann im Folgejahr für Der Dialog an. Es folgte der Meilenstein Einer flog über das Kuckucksnest (1975).
1983 wurde sie einem breiteren Publikum bekannt, als sie die Kostüme für Die Rückkehr der Jedi-Ritter entwarf, darunter auch den berühmten Bikini von Prinzessin Leia. Dafür erhielt sie einen Saturn Award. 1985 wurde sie für Die Farbe Lila für den Oscar nominiert. Weitere Highlights ihrer Karriere waren Die Hexen von Eastwick (1987),  Beetlejuice – Ein außergewöhnlicher Geist (1988), Mr. Holland’s Opus (1995), Attentat auf Richard Nixon (2004) und Rent (2005).
2015 erhielt sie von der Costume Designers Guild eine Auszeichnung für ihr Lebenswerk.
Aggie Rodgers ist verheiratet und lebt mit ihrem Ehemann in San Francisco.

## Filmografie (Auswahl)
- 1973: American Graffiti
- 1974: Der Dialog (The Conversation)
- 1975: Einer flog über das Kuckucksnest (One Flew Over the Cuckoo’s Nest)
- 1976: Liebe und andere Verbrechen (Alex & the Gypsy)
- 1978: Die Körperfresser kommen (Invasion of the Body Snatchers)
- 1979: The Party is over… Die Fortsetzung von American Graffiti (More American Graffiti)
- 1983: Die Rückkehr der Jedi-Ritter (Star Wars: Episode VI – Return of the Jedi)
- 1984: Buckaroo Banzai – Die 8. Dimension (The Adventures of Buckaroo Banzai Across the 8th Dimension)
- 1985: Cocoon
- 1985: Pee-Wee’s irre Abenteuer (Pee-wee’s Big Adventure)
- 1985: Die Farbe Lila (The Color Purple)
- 1987: Die Hexen von Eastwick (The Witches of Eastwick)
- 1987: Fatal Beauty
- 1987: Das Wunder in der 8. Straße (*batteries not included)
- 1988: Beetlejuice – Ein außergewöhnlicher Geist (Beetlejuice)
- 1988: Meine Stiefmutter ist ein Alien (My Stepmother Is an Alien)
- 1989: Zurück aus der Hölle (In Country)
- 1990: Ich liebe Dich zu Tode (I Love You to Death)
- 1991: Grand Canyon – Im Herzen der Stadt (Grand Canyon)
- 1992: Forever Young
- 1993: Benny und Joon (Benny & Joon)
- 1993: Auf der Flucht (The Fugitive)
- 1995: Power of Love (Something to Talk About)
- 1995: Mr. Holland’s Opus
- 1996: Jack
- 1997: Die Abbotts – Wenn Haß die Liebe tötet (Inventing the Abbotts)
- 1997: Der Regenmacher (The Rainmaker)
- 1998: Der Guru (Holy Man)
- 1999: Hurricane (The Hurricane)
- 2001: Evolution
- 2001: Rock Star
- 2002: Leben oder so ähnlich
- 2003: Das Geheimnis von Green Lake (Holes)
- 2004: Attentat auf Richard Nixon (The Assassination of Richard Nixon)
- 2004: Raise Your Voice – Lebe deinen Traum (Raise Your Voice)
- 2005: Rent
- 2011: The Double – Eiskaltes Duell (The Double)
- 2013: Nächster Halt: Fruitvale Station (Fruitvale Station)
- 2015: Quitters
- 2015: The Boat Builder
- 2016: Pushing Dead
- 2017: Phoenix Forgotten